# Duke (album)
Duke je desáté studiové album britské skupiny Genesis. Jeho nahrávání probíhalo od října do prosince 1979 ve studiu Polar Studios ve švédském Stockholmu. Album pak vyšlo v březnu 1980 u vydavatelství Charisma Records. V britském žebříčku UK Albums Chart se album umístilo na prvním místě a v žebříčku na různých místech vydrželo 30 týdnů.

## Seznam skladeb
| Pořadí         | Název            | Autor                                     | Délka |
| -------------- | ---------------- | ----------------------------------------- | ----- |
| 1.             | Behind the Lines | Tony Banks, Phil Collins, Mike Rutherford | 5:31  |
| 2.             | Duchess          | Banks, Collins, Rutherford                | 6:26  |
| 3.             | Guide Vocal      | Banks                                     | 1:35  |
| 4.             | Man of Our Times | Rutherford                                | 5:34  |
| 5.             | Misunderstanding | Collins                                   | 3:13  |
| 6.             | Heathaze         | Banks                                     | 5:00  |
| 7.             | Turn It On Again | Banks, Collins, Rutherford                | 3:50  |
| 8.             | Alone Tonight    | Rutherford                                | 3:56  |
| 9.             | Cul-de-sac       | Banks                                     | 5:05  |
| 10.            | Please Don't Ask | Collins                                   | 4:01  |
| 11.            | Duke's Travels   | Banks, Collins, Rutherford                | 8:40  |
| 12.            | Duke's End       | Banks, Collins, Rutherford                | 2:08  |
| Celková délka: | Celková délka:   | Celková délka:                            | 55:06 |

## Obsazení
Genesis
- Phil Collins – bicí, perkuse, bicí automat, zpěv
- Mike Rutherford – kytara, baskytara, doprovodný zpěv
- Tony Banks – klávesy, doprovodný zpěv, dvanáctistrunná kytara

Ostatní
- David Hentschel – doprovodný zpěv